# Chenjerai Hove

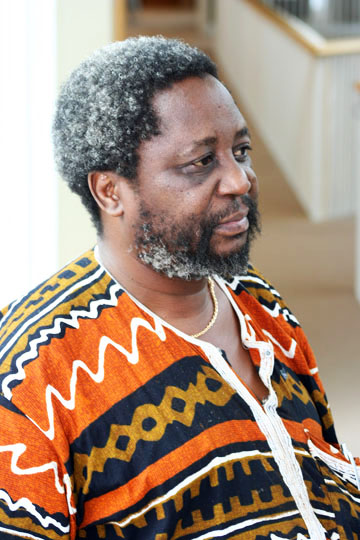
Chenjerai Hove, 2007

Chenjerai Hove (n. 9 februarie 1956, Mazvihwa⁠(d), Zimbabwe – d. 12 iulie 2015, Comuna Stavanger, Rogaland, Norvegia) a fost un poet, romancier și eseist zimbabwian. A publicat patru volume de poezii – Up in Arms (1982), Red Hills of Home (1985), Rainbows in the Dust (1998) și Blind Moon (2003). 